# Елизаветино (Вышневолоцкий район)
Елизаветино — деревня в Вышневолоцком городском округе Тверской области.

## География
Находится в центральной части Тверской области на расстоянии приблизительно 13 км по прямой на восток-юго-восток от города Вышний Волочёк на левом берегу реки Тверца.

## История
Была отмечена еще на карте Менде (состояние местности на 1848 год). В 1859 году здесь (деревня Вышневолоцкого уезда) было учтено 19 дворов. До 2019 года входила в состав ныне упразднённого Терелесовского сельского поселения Вышневолоцкого муниципального района.

## Население
Численность населения составляла 57 человек (1859 год), 29 (русские 100 %) в 2002 году, 9 в 2010.